# Cédric Sansot
Cédric Sansot (13 aprile 1989) è un calciatore francese, centrocampista dell'Hienghène Sport e della Nazionale neocaledoniana.

## Carriera

### Club
Nel 2015, dopo aver giocato al Magenta, si trasferisce al Gaïtcha. Nel 2016 torna al Magenta. Nel 2017 viene acquistato dal Tiga Sports.

### Nazionale
Ha debuttato in Nazionale il 26 marzo 2016, nell'amichevole Vanuatu-Nuova Caledonia (2-1). Ha partecipato, con la Nazionale, alla Coppa delle nazioni oceaniane 2016.

## Palmarès

### Club

#### Competizioni internazionali
- OFC Champions League: 1

Hienghène Sport: 2019